# Kinas håndboldlandshold (damer)
Kinas håndboldlandshold er det kinesiske landshold i håndbold for kvinder. De er reguleret af Kinas håndboldforbund og deltager i internationale konkurrencer. Kinas kvindehåndboldlandshold havde sin største fremgang 1984, da de vandt en bronzemedalje under OL i Los Angeles, Californien, USA. Den størst årsag til fremgangen var, at Sovjetunionen boykottede legene (Hvilket USA gjorde i 1980 da OL blev afholdt i Moskva). Vinderen blev Jugoslavien og Sydkorea som kom på en andenplads..

## Statistik

### OL
- 2008: 6.-plads
- 2004: 8.-plads
- 1996: 5.-plads
- 1988: 6.-plads
- 1984:  Bronze

### VM
- 2017: 22.-plads
- 2015: 17.-plads
- 2013: 18.-plads
- 2011: 21.-plads
- 2009: 12.-plads
- 2007: 21.-plads
- 2005: 17.-plads
- 2003: 19.-plads
- 2001: 11.-plads
- 1999: 18.-plads
- 1997: 22.-plads
- 1995: 13-16. plads
- 1993: 14.-plads
- 1990: 8.-plads
- 1986: 9.-plads
- 2013: 18.-plads
- 2015: 17.-plads
- 2017: 22.-plads
- 2023: 28.-plads

### Asienmesterskabet
- 2018:  Bronze
- 2017:  Bronze
- 2015:  Bronze
- 2012:  Sølv
- 2010:  Bronze
- 2008:  Sølv
- 2006:  Sølv[1]
- 2004:  Sølv
- 2002:  Bronze
- 2000: 4.-plads
- 1999:  Sølv
- 1997:  Sølv
- 1995:  Sølv
- 1993:  Sølv
- 1991:  Bronze
- 1989:  Sølv
- 1997:  Sølv

## Nuværende trup
Truppen til: VM i håndbold 2017.
Cheftræner:  Heine Ernst Jensen
| Nr. | Navn           | Position     | Kampe | Mål | Klub                  |
| --- | -------------- | ------------ | ----- | --- | --------------------- |
| 3   | Zhang Haixia   | Højre fløj   | 80    | 95  | Jiangsu Handball      |
| 5   | Ban Chenchen   | Venstre back | 20    | 5   | Anhui Handball        |
| 6   | Wei Baogui     | Venstre back | 30    | 15  | Guangdong Handball    |
| 7   | Li Xiaoqing    | Venstre back | 40    | 30  | Beijing Army Handball |
| 8   | Qiao Ru        | Stregspiller | 90    | 100 | Jiangsu Handball      |
| 9   | Wu Nana        | Venstre fløj | 80    | 65  | Shanghai Handball     |
| 11  | Yu Yuanyuan    | Venstre fløj | 35    | 20  | Jiangsu Handball      |
| 13  | Si Wen         | Højre fløj   | 30    | 18  | Shanghai Handball     |
| 14  | Liu Xiaomei    | Højre back   | 150   | 210 | Anhui Handball        |
| 15  | Sun Mengying   | Højre back   | 100   | 130 | Shanghai Handball     |
| 16  | Wang Xiaohua   | Målvogter    | 50    | 0   | Jiangsu Handball      |
| 18  | Sha Zhengwen   | Stregspiller | 100   | 130 | Shanghai Handball     |
| 19  | Mo Mengmeng    | Stregspiller | 10    | 8   | Jiangsu Handball      |
| 22  | Yang Yurou     | Målvogter    | 25    | 0   | Anhui Hansball        |
| 23  | Zhou Mengxue   | Venstre back | 10    | 5   | Anhui Handball        |
| 93  | Zhang Tingting | Højre fløj   | 20    | 7   | Anhui Handball        |